# Kostoľany nad Hornádom
Kostoľany nad Hornádom é um município da Eslováquia, situado no distrito de Košice-okolie, na região de Košice. Tem 6,88 km² de área e sua população em 2018 foi estimada em 1.260 habitantes.

## Demografia
| Ano:        | 1994 | 2004 | 2014   | 2024   |
| ----------- | ---- | ---- | ------ | ------ |
| Broj ljudi: | 0    | 1199 | 1229   | 1188   |
| Razlika:    |      | –    | +2,50% | -3,33% |

| Ano:               | 2023 | 2024   |
| ------------------ | ---- | ------ |
| Número de pessoas: | 1207 | 1188   |
| Diferença:         |      | -1,57% |